# Liptaňský bludný balvan
Liptaňský bludný balvan je přírodní památka poblíž obce Liptaň v okrese Bruntál v Moravskoslezském kraji. Důvodem ochrany je zachování bludného balvanu jako významného dokladu kontinentálního zalednění severní Moravy.